# Mikkel Kallesøe
Mikkel Kallesøe, né le 20 avril 1997 à Lemvig au Danemark, est un footballeur danois qui évolue actuellement au poste d'arrière droit à l'Aalborg BK.

## Biographie

### Carrière en club
Natif de Lemvig au Danemark, Mikkel Kallesøe commence le football au Lemvig GF, club de sa ville natale, et passe par le Holstebro BK avant d'être formé par le Randers FC. Il joue son premier match en professionnel le 23 septembre 2014 lors d'un match de coupe du Danemark face au Kolding BK. Il est titulaire au poste d'arrière droit ce jour-là et son équipe s'impose par sept buts à un.
Il inscrit son premier but en professionnel le 27 février 2016, lors d'une rencontre de championnat face à SønderjyskE. Il permet à son équipe d'ouvrir le score, mais le match se termine finalement sur un score nul de un partout.
En 2017 il est prêté au Viborg FF. Il est de retour au Randers FC après son prêt réussi à Viborg.
Le 4 janvier 2019, il prolonge son contrat avec le Randers FC jusqu'en 2023.
Avec le Randers FC, Kallesøe joue la finale de la coupe du Danemark le 13 mai 2021 face à SønderjyskE. Il est titulaire et son équipe s'impose par quatre buts à zéro,,. Il remporte ainsi le premier trophée de sa carrière.
Kallesøe prolonge de nouveau son contrat avec le Randers FC le 21 septembre 2021. Il est alors lié au club jusqu'en juin 2026,.
Le 6 juillet 2024, Mikkel Kallesøe rejoint l'AC Horsens qui évolue alors en deuxième division danoise. Il signe un contrat de trois ans, soit jusqu'en juin 2027.
Mikkel Kallesøe quitte l'AC Horsens seulement un an après être arrivé au club, signant en faveur de l'Aalborg BK pour un contrat de deux ans. Le transfert est officialisé le 19 juin 2025.

### En sélection
Mikkel Kallesøe est à plusieurs reprises sélectionné avec l'équipe du Danemark des moins de 19 ans, notamment lors des matchs qualificatifs pour le championnat d'Europe 2016. Au total il joue sept matchs avec cette sélection.

## Palmarès

### En club
Randers FC
- Coupe du Danemark (1) :
  - Vainqueur : 2020-2021.